# Lesquerde
Lesquerde (in catalano L'Esquerda) è un comune francese di 169 abitanti situato nel dipartimento dei Pirenei Orientali nella regione dell'Occitania.

## Società

### Evoluzione demografica
Abitanti censiti